# Euphorbia enopla
Euphorbia enopla är en törelväxtart som beskrevs av Pierre Edmond Boissier. Euphorbia enopla ingår i släktet törlar, och familjen törelväxter. Inga underarter finns listade i Catalogue of Life.

## Bildgalleri

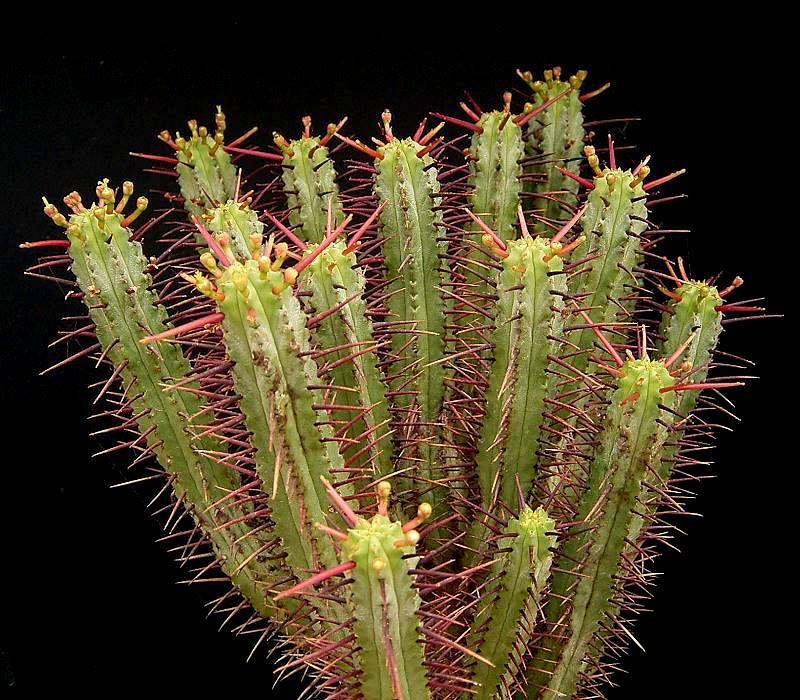
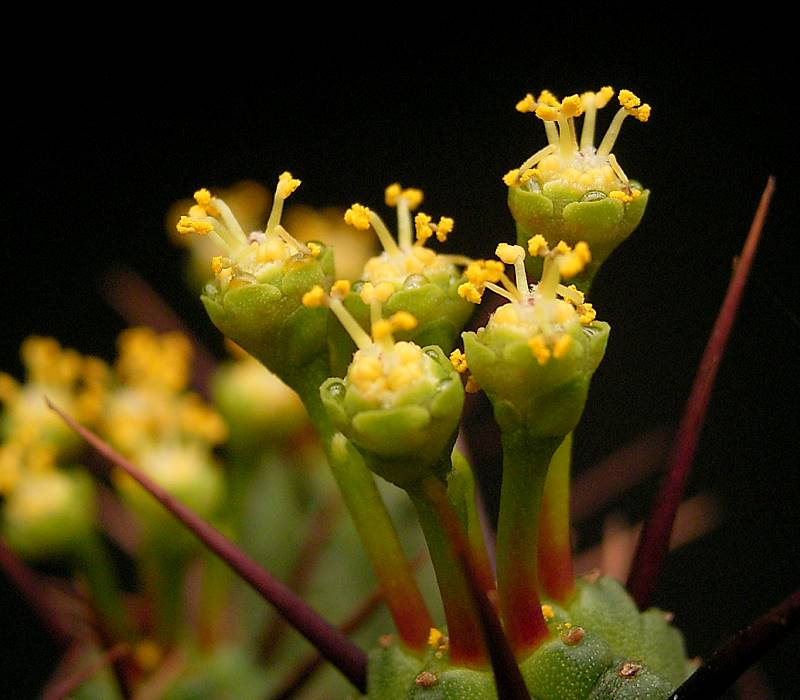
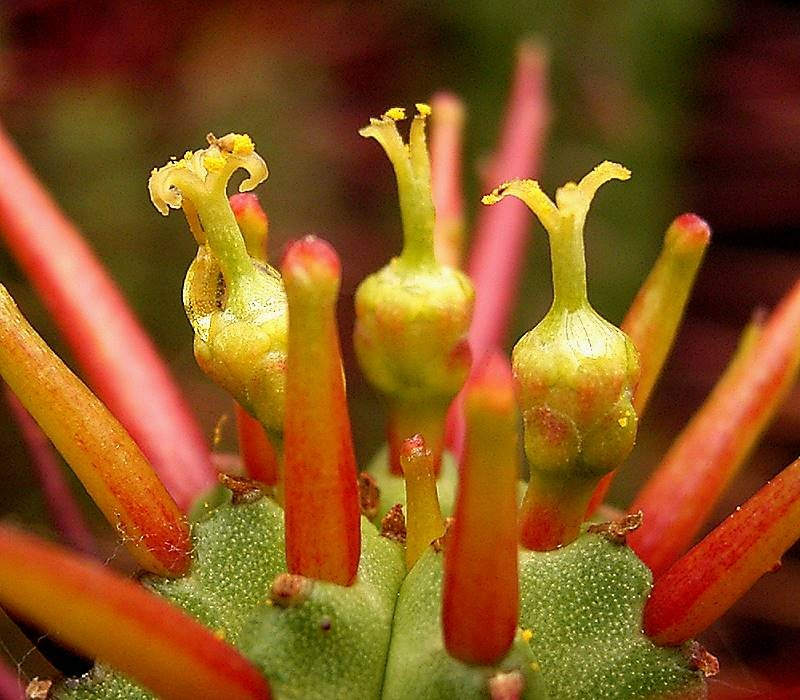
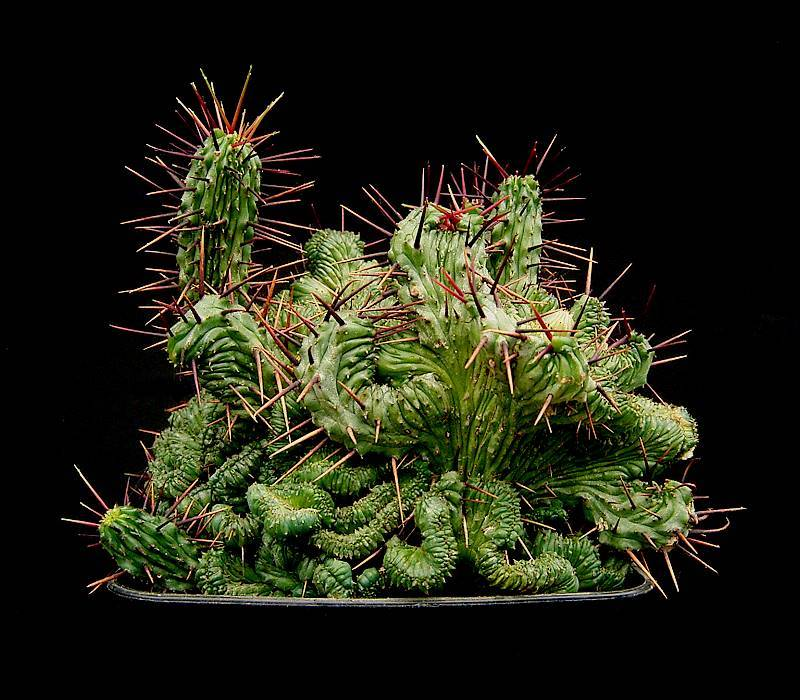
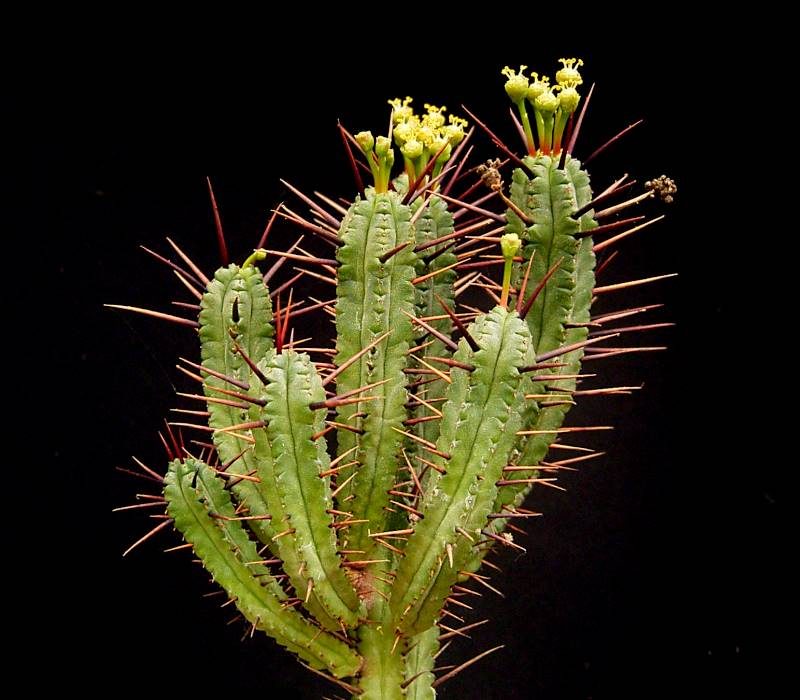
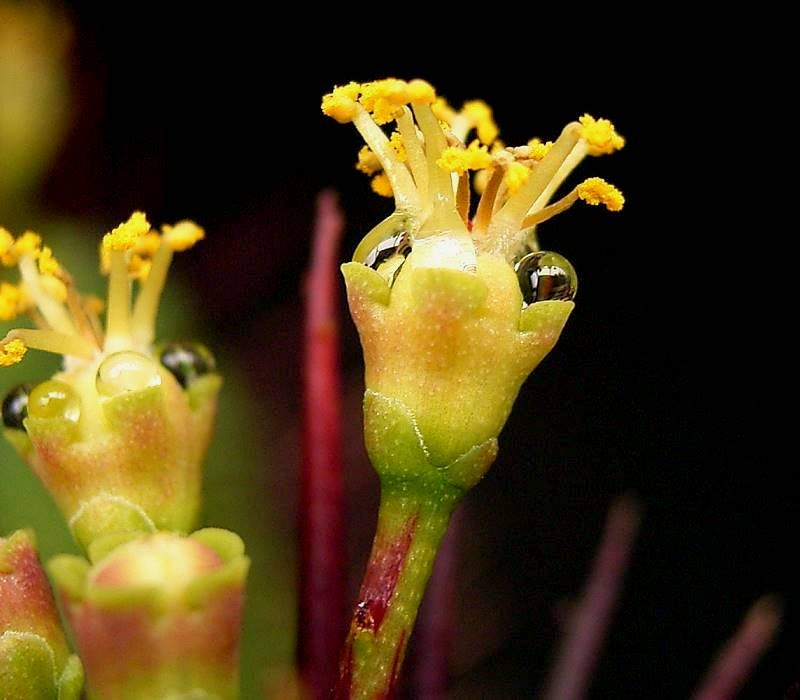